# Conrad-von-Soest-Gymnasium
Das Städtische Conrad-von-Soest Gymnasium Soest (auch „ConvoS“ genannt) ist eines der drei Soester Gymnasien.

## Geschichte
Das Conrad-von-Soest Gymnasium wurde 1876 als „Städtische höhere Mädchenschule“ durch eine seit 1819 bestehende private Töchterschule gegründet. 1911 wurde die Schule zum Lyzeum und 1927 weiter zum Oberlyzeum mit reformgymnasialer Richtung ausgebaut. Nach dem Krieg wurde die Schule 1946 wiedereröffnet. In Förderlehrgängen wurden die Schülerinnen auf die Reifeprüfung vorbereitet. Infolge des Neuaufbaus des Schulwesens wurde das Mädchengymnasium zum Gymnasium der neusprachlichen Form. Daneben bestanden die Frauenschulklassen bis zur Untersekunda.
Im Jahr 1970 beschloss die Stadt Soest, das Gymnasium in einem Neubau am Paradieser Weg unterzubringen. 1972 erfolgte die Aufnahme der koedukativen Erziehung, 1976 dann der Umzug in das neue Schulzentrum am Paradieser Weg.
Nach langjährigem Schulversuch wurde das „Förderzentrum für die integrative Beschulung blinder und hochgradig sehgeschädigter Schüler“ (FIBS) im Jahr 1988 an der Schule eingerichtet.
Im Jahr 1982 konnte die Basketball AG den Landesmeistertitel in NRW erringen und fuhr zum Bundesentscheid „Jugend trainiert für Olympia“ nach Berlin. Dort wurde die Mannschaft erst im Finale von der Mannschaft aus Langen, Hessen gestoppt und wurde somit deutscher Vizemeister in diesem Schülerwettbewerb.
Im Jahr 1984 konnte die Schule nochmals Landessieger werden.
Mitglieder der Biologie-AG wurden 1993 Landessieger im Wettbewerb „Jugend forscht“ und errangen weitere Auszeichnungen und Sonderpreise auf Bundes- und Europaebene. 1998 erhielt die Biologie-AG eine Einladung des Bundespräsidenten Roman Herzog in seinen Berliner Amtssitz. 1999 wurde das Conrad-von-Soest-Gymnasium in das Netzwerk innovativer Schulen der Bertelsmann-Stiftung aufgenommen und 2000 mit dem „Westfälischen Friedenspreis“ ausgezeichnet.

## Namensgeber
Conrad von Soest, auch Konrad, in der mittelniederdeutschen Sprache seiner Heimat ursprünglich Conrad van Sost (* um 1370 in Dortmund; † nach 1422 ebenda), war ein Maler und Hauptmeister der westfälischen Tafelmalerei.